# Carl Stalling
Carl Walter Stalling (født 10. november 1891, død 29. november 1972) var en amerikansk komponist, arrangør og dirigent, som specialiserede sig i musik til tegnefilm. Blandt sine mest berømte værker er Silly Symphonies serierne, som han lavede i samarbejde med Walt Disney i perioden 1928-1930, og senere hos Warner Bros' Looney Tunes, hvor han arbejde fra 1936-1958.

## Opvækst og tidlig karriere
Carl Stalling blev født d. 10. november 1891 i byen Lexington, Missouri, hvor han også voksede op. Han begyndte at spille klaver, da han var seks år gammel. I en alder af 12 år var han fast klaverakkompagnatør i sin hjembys stumfilmshus. I en kort periode var han også organist i teatret ved St. Louis Theater, som senere blev til Powell Symphony Hall. Da han var begyndelse af 20'erne dirigerede han sit eget orkester og improviserede på orgel på Isis Movie Theatre i Kansas City. I løbet af denne tid mødte han en ung Walt Disney, der producerede animerede komedie shorts (korte tegnefilm) i Kansas City. De to blev venner i denne periode og Stalling sammensatte flere tidlige tegnefilmspartiturer for Disney, herunder Plane Crazy og The Gallopin 'Gaucho i 1928, (men ikke Steamboat Willie; Disneys første udgivet lyd-kortfilm).

## Karriere

### Disney
Tidlige drøftelser med Walt Disney handlede om, hvorvidt animationen eller de musikalskepartiture burde komme først til Silly Symphonies serierne. Disse tegnefilm lod Stalling skabe et partitur, som Disney gav videre til sine animatorer. Stalling pionerede indenfor brugen af "bar sheets", som tillod musikalske rytmer at blive skitseret samtidig med storyboards til animationen.

### Warner Brothers
Han forlod Disney efter to år sammen med animator Ub Iwerks. Han ledte forgæves efter jobs i New York, men endte med at mødes Iwerks i hans studie i Californien, hvor de freelancede for Disney og andre. I 1936 fik Leon Schlesinger retten til at producere animerede kortfilm under kontrakt for Warner Bros. Dette betød, at han ansatte Iwerks og Stalling. Stalling blev fuldtids tegneseriekomponist med fuld adgang til det ekspansive Warner Bros katalog og musikere. Han var ansat hos Warner Bros indtil han lod sig pensionere i 1958. Hans sidste tegnefilm var To Itch his own, instrueret af Chuck Jones.
Selvom Stallings kompositionsteknik fulgte konventionerne af akkompagnement fra stumfilmsæraen, som var baseret på improvisation og udarbejdelse af musikalsk inspiration fra kataloger og cue-sheets, så var han også en innovator. Stalling var blandt de første musikdirektører til i udbredt grad at bruge metronomen til at time filmmusik. Han var en af tre komponister sammen med Max Steiner og Scott Bradley, som er krediteret med opfindelsen af "click track". Hans varemærke var det "musikalske ordspil", hvor han brugte referencer til populæresange eller endda klassiske stykker: for at tilføje en dimension af humor til handlingen på skærmen.
Under arbejdet sammen med de legendariske instruktører Tex Avery, Bob Clampett, Friz Freleng, Robert McKimson, og Chuck Jones, udviklede han Looney Tunes-stilen med meget hurtige og stramme koordinerede musikalske cues afbrudt med både instrumentale og indspillede lydeffekter.
Stalling var en mester til hurtigt skiftende musikalske stilarter baseret på handlingen i tegnefilmen[kilde mangler]. Hans arrangementer blev kompliceret og teknisk krævende[kilde mangler]. Musikken i sig selv fungerede både som baggrund for tegnefilmen og forudsatte musikalske lydeffekter, som også kaldes for Mickey Mousing. Titlerne på den musik, han komponerede, beskrev ofte handlingen og til tider dannede de vittigheder for dem bekendt med melodierne.
Stalling gjorde udstrakt brug af de mange værker af Raymond Scott, hvis musik blev licenseret af Warner Bros i begyndelsen af 1940'erne.
Jones og de andre Looney Tunes-instruktører klagede til tider over Stallings hang til musikalsk brug af ordspil, især Scott Bradley MGM blev anset for en af de mere seriøse[kilde mangler]. Han skrev flere originale melodier og udnyttede mere højpandede kompositoriske metoder. I et interview beklagede Jones:
| Citat | "Han var en fremragende musiker, men den hurtigste måde for ham at skrive et musikalsk partitur var blot at slå noget musik op, som havde det rigtige navn. Hvis der var en dame klædt i rødt havde han altid spillet "The Lady in Red". Hvis nogen gik ind i en hule ville han spille "Fingal's Cave". Hvis vi gjorde noget med at spise, ville han spille "A Cup of Coffee, A Sandwich, and You". Jeg havde en bi engang, og ved Gud om han ikke går ud og finder et stykke musik skrevet i 1906 eller noget, der hedder "I'm a Busy Little Bumble Bee". | Citat |
|       | |       |

### Død og eftermæle
Ikke desto mindre bliver Stalling i dag husket for sin indstilling til musikken i tegnefilmene, der stadig er populære og bliver ofte husket for deres musikalitet[kilde mangler]. Hans partiturer høres hele tiden både i genudsendelser af klassiske tegnefilm og genbruges i nye Looney Tunes-kompileringer.
Filmkritiker Leonard Maltin udtalte på en af de særlige dele af DVD-serien Looney Tunes Golden Collection:
| Citat | At lytte til soundtracks fra Warnertegnefilmene var en vigtig del af hans musikalske uddannelse og brugen af det fulde Warner Bros Orchestra resulterede i en rigdom af lyd, der ofte mangler i mere moderne tegnefilm. Det er ubestrideligt, at Stalling subtilt introducerede babyboomgenerationen til klassisk musik og meget af Great American Songbook. | Citat |
|       | |       |

[kilde mangler]
Efter Stalling lod sig pensionere i 1958 blev han efterfulgt af Milt Franklyn, der havde bistået Stalling som arrangør siden slutningen af 1930'erne. Stalling døde den 29. november 1972, nær Los Angeles.

## Eksempler på lånte kompositioner
Udover at skrive eget materiale, benyttede Stalling også andre komponisters værker i sit arbejde; her er et lille uddrag af værker som han ofte benyttede.
- How Dry I Am (The Near Future) skrevet af Irving Berlin i 1919 (Scener hvor karaktere er beruset)
- Rock-a-bye Baby traditionel engelsk melodi (Scener hvor karaktere skal falde i søvn)
- Sobre las Olas skrevet af Juventino Rosas i 1888 (Scener hvor karakterne udfører akrobatiske tricks)
- A Cup of Coffee, A Sandwich and You skrevet af Mike Speciale i 1926 (Scener hvor karakterer er sultne)
- The Lady in Red skrevet af Mort Dixon & Allie Wrubel i 1935 (Scener med attraktive kvinder)
- I'm Forever Blowing Bubbles skrevet af John Kellette i 1919 (Scener hvor karakterer er under vand eller hvor bobler forekommer)
- Regndråbe prelude skrevet af Frederic Chopin i 1838 (Scener med regnvejr)
- Largo al factotum skrevet af Gioachino Rossini (Scener med italienske karakterer eller hos frisøren)
- Mexican hat dance traditionel mexicansk dans (Scener med mexicanske karakterer)
- William Tell Overture skrevet af Gioachino Rossini i 1829 (Scener med hestevæddeløb)
- In My Merry Oldsmobile skrevet af Gus Edwards i 1905 (Scener med biler)
- The Arkansas Traveler tidligere Arkansas statssang (Scener med hillbillykarakterer)
- Blues in the night skrevet af Harold Arlen i 1941 (Scener med afrokarakterer)
- California, Here I Come skrevet af Buddy DeSylva & Joseph Meyer (Scener med med hastige rejser)
- Powerhouse skrevet af Raymond Scott i 1937 (Scener med mekanik eller maskiner)
- Morgenstemming skrevet af Edvard Grieg i 1875 (Atmosfærisk musik til morgenstundsscener)
- Freddie the Freshman skrevet til afsnit af samme navn af Cliff Friend (Brugt til fodboldscener)
- We're in the Money skrevet af Harry Warren i 1933 (Scener der involver penge eller rigdom)
- Shuffle Off To Buffalo skrevet af Al Dubin og Harry Warren i 1933 (Scener med tog eller lange rejser)
- Forty-Second Street skrevet af Harry Warren i 1933 (Scener som foregår i storbyer eller i undergrunden)
- In an 18th Century Drawing Room skrevet af Raymond Scott i 1939 (Scener med Bedstemor i Pip & Sylvester-afsnit)
- Las Chiapanecas traditionel mexicansk folkesang fra 1939 (Brugt i Snurre Snup-serierne)
- Lucky Day skrevet af Buddy DeSylva, Lew Brown og Ray Henderson i 1926 (Scener med heldige karakterer eller hvis rigdom forekommer)
- Me-ow skrevet af Irving Kaufman i 1919 (Scener med kattekillinger)

## Videogalleri
- Private Snafu - Home Front (1943)
- Private Snafu - Snafuperman (1944)
- Private Snafu - Booby Traps (1944)